# Acosmeryx formosana
Acosmeryx formosana es una polilla de la familia Sphingidae. Esta descrita por Matsumura en 1927. Es endémica de Taiwán.
Su envergadura es de 67 a 73 mm.

## Sinonimia
- Ampelophaga formosana, Matsumura, 1927.